# Banjalučki dogovor
Banjalučki dogovor je bio politički dogovor kojeg su potpisali politički predstavnici Srba, Bošnjaka i Hrvata u Bosni i Hercegovini Milorad Dodik, Sulejman Tihić i Dragan Čović. Nastavak su pregovora iz Prudskog sporazuma.
Potpisan je u Banjoj Luci početkom 2009. godine. 
Dogovorom je određen novi politički i teritorijalni ustroj BiH. Predviđa da po njemu budu tri upravne razine vlasti u BiH: mjesna, središnja i državna. 
Sama BiH bi se tim preustrojem razdijelila na četiri federalne jedinice, od kojih bi svaka jedinica imala svoju zakonodavnu, izvršnu i sudsku vlast. Takvo preorganiziranje bi stvorilo preduvjete da se BiH može decentralizirati, a njeni narodi bi mogli održati BiH kao državu koja bi bila suverena i multietnička.
Dogovor Srbima jamči očuvati Republiku Srpsku i zaštitu vlastitog identiteta, Muslimanima Bošnjacima državnu suverenost. U svojoj bi federalnoj jedinici imali vlastito zakonodavstvo te političku i sudbenu vlast koja ne bi bila zakočena zbog nesređenih odnosa s Hrvatima. Hrvatima iz BiH ovaj dogovor omogućava teritorijalnu uspostavu hrvatske federalne jedinice, čime se Hrvatima iz BiH jamči očuvati opstanak i jednakopravnost sa Srbima i Muslimanima Bošnjacima.
Reakcije u krugovima inih bh. političara su bili raznoliki. Haris Silajdžić je sutrašnjeg dana zaprijetio ratom protiv Hrvata. Kolegij, pak SDA je 31. siječnja 2009., nasuprot tome, poduprio ovaj dogovor.